# Isopedella
Genre
Isopedella est un genre d'araignées aranéomorphes de la famille des Sparassidae.

## Distribution
Les espèces de ce genre se rencontrent en Australie, en Nouvelle-Guinée et aux Moluques.

## Liste des espèces
Selon World Spider Catalog (version 17.5, 19/01/2017) :
- Isopedella ambathala Hirst, 1993
- Isopedella cana (Simon, 1908)
- Isopedella castanea Hirst, 1993
- Isopedella cerina Hirst, 1993
- Isopedella cerussata (Simon, 1908)
- Isopedella conspersa (L. Koch, 1875)
- Isopedella flavida (L. Koch, 1875)
- Isopedella frenchi (Hogg, 1903)
- Isopedella gibsandi Hirst, 1993
- Isopedella inola (Strand, 1913)
- Isopedella leai (Hogg, 1903)
- Isopedella maculosa Hirst, 1993
- Isopedella meraukensis (Chrysanthus, 1965)
- Isopedella pessleri (Thorell, 1870)
- Isopedella saundersi (Hogg, 1903)
- Isopedella terangana (Strand, 1911)
- Isopedella tindalei Hirst, 1993
- Isopedella victorialis Hirst, 1993

## Publication originale
- Hirst, 1990 : A review of the genus Isopeda L. Koch (Heteropodidae: Araneae) in Australasia with descriptions of two new genera. Records of the South Australian Museum, vol. 24, p. 11-26 (texte intégral).